# 彼得·阿里
彼得·阿里（英語：Peter Ali，1956年5月22日—），澳大利亚男子篮球运动员。他曾随国家队参加了1980年夏季奥林匹克运动会男子篮球比赛，最终队伍获得第八名。